# Rajd Koszyce 2012
38. Rajd Koszyc – 38. edycja Rajdu Koszyc. Był to rajd samochodowy rozgrywany od 6 do 8 września 2012 roku na Słowacji. Bazą rajdu było miasto Koszyce. Była to piąta runda Rajdowych Samochodowych Mistrzostw Polski w roku 2012. Rajd składał się z trzynastu odcinków specjalnych.

## Wyniki końcowe rajdu[1]
| Miejsce | Kierowca             | Pilot               | Samochód                    | Czas      | Strata   | Grupa Klasa | Punkty |
| ------- | -------------------- | ------------------- | --------------------------- | --------- | -------- | ----------- | ------ |
| 1       | Kajetan Kajetanowicz | Jarosław Baran      | Subaru Impreza STi R4       | 1:30:50.3 | -        | 2           | 45     |
| 2       | Grzegorz Grzyb       | Daniel Siatkowski   | Peugeot 207 S2000           | 1:31:52.2 | +1:01.9  | 2           | 36     |
| 3       | Miklós Kazár         | Ramón Ferencz       | Mitsubishi Lancer Evo IX R4 | 1:32:15.4 | +1:25.1  | 2           | *      |
| 4       | András Hadik         | Krisztián Kertész   | Subaru Impreza STi R4       | 1:32:22.2 | +1:31.9  | 2           | *      |
| 5       | Michał Bębenek       | Grzegorz Bębenek    | Peugeot 207 S2000           | 1:33:07.3 | +2:17.0  | 2           | 24     |
| 6       | Tomasz Kuchar        | Daniel Dymurski     | Subaru Impreza STi R4       | 1:33:35.7 | +2:45.4  | 2           | 22     |
| 7       | Maciej Rzeźnik       | Przemysław Mazur    | Peugeot 207 S2000           | 1:33:48.8 | +2:58.5  | 2           | 21     |
| 8       | Dávid Botka          | Péter Mihalik       | Mitsubishi Lancer Evo IX R4 | 1:34:04.8 | +3:14.5  | 2           | *      |
| 9       | János Balogh         | Dániel Holczer      | Mitsubishi Lancer Evo IX    | 1:36:09.8 | +5:19.5  | 3           | *      |
| 10      | Igor Drotár          | Vladimír Bánoci     | Škoda Fabia WRC             | 1:36:52.1 | +6:01.8  | 11          | *      |
| ...     | ...                  | ...                 | ...                         | ...       | ...      | ...         | ...    |
| 17      | Marcin Gagacki       | Marcin Bilski       | Mitsubishi Lancer Evo IX    | 1:40:14.9 | +9:24.6  | 3           | 12     |
| 21      | Łukasz Habaj         | Piotr Woś           | Mitsubishi Lancer Evo IX    | 1:42:17.6 | +11:27.3 | 3           | 8      |
| 23      | Radosław Typa        | Szymon Gospodarczyk | Ford Fiesta R2              | 1:43:11.0 | +12:20.7 | 6           | 6      |
| 24      | Tomasz Żerebecki     | Maciej Machela      | Citroën C2 R2 Max           | 1:43:19.6 | +12:29.3 | 6           | 6      |
| 27      | Łukasz Byśkiniewicz  | Maciej Wisławski    | Ford Fiesta R2              | 1:44:45.9 | +13:55.6 | 6           | 3      |

1. 1 2 3 4 5  Nieliczony w klasyfikacji RSMP